# Mastophora lara
Mastophora lara är en spindelart som beskrevs av Levi 2003. Mastophora lara ingår i släktet Mastophora och familjen hjulspindlar.
Artens utbredningsområde är Venezuela. Inga underarter finns listade i Catalogue of Life.